# Aéromotocyclette
L’aéromotocyclette est une moto tractée par une hélice de 1,50 m en aluminium, tournant à 1 100 tr/min et emmenant l'engin de 70 kg à la vitesse de 75 km/h grâce à son moteur de marque Buchet développant 6 ch.

## Histoire

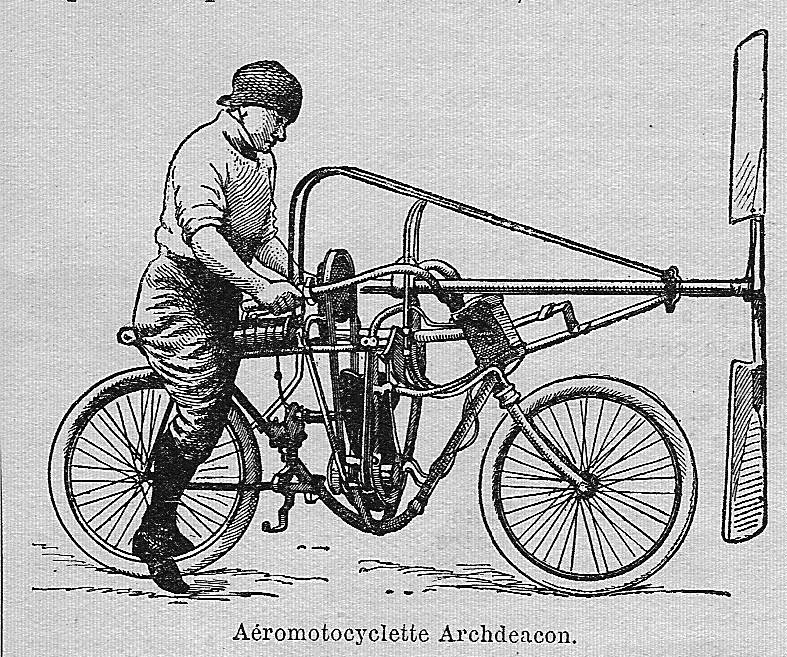
L'aéromotocyclette (schéma).

Parmi les prototypes farfelus qui ont parsemé l'histoire de la moto, l'aéromotocylette, construite par le Français Ernest Archdeacon en 1906, est un des plus surprenants.
Étant donné la bizarrerie du véhicule, son absence de production industrielle et la personnalité du commanditaire (Archdeacon a fondé en 1898 l'Aéro-Club de France), il semble que ce véhicule servit davantage à tester la propulsion par hélice pour un usage aéronautique qu'à créer un véritable engin original (information confirmée par L'Illustration).
Le 11 septembre 1906, l'appareil, piloté par l'Italien Alessandro Anzani, atteint la vitesse de 79,295 km/h (sur 1 km) à Achères.

## Désignation
Cet engin unique est dénommé « motocyclette à hélice » ou « aéromotocyclette »,, selon les journalistes qui rapportent l'essai.